# Abessinskt korallträd
Abessinskt korallträd (Erythrina abyssinica) är ett träd från stora delar av östra Afrika. Växer på svann och liknande platser. Arten är mycket mångformig och vanlig som parkträd i subtropiska och tropiska områden. 

## Beskrivning
Medelstort lövfällande träd, vanligen 5-15 m högt. Stammar gulbruna som unga, senare gråbruna, ofta med taggar. Blad parbladiga, ändfliken större än de andra, tätt ulliga som unga, senare mer eller mindre kala. OFta med bort längs mittnerven. Blomställningar praktfulla, de sitter tätt i upprätta klasar i skottspetsarna. Blommor till 5 cm långa, orangeröda till lackröda eller scharlakansröda, foderbladen är förenade till ett rör, med en slits undertill. Frukten är en cylindrisk balja, 4-16 cm lång, ljusbrun.
Arten liknar mycket E. latissima.
Artepitetet abyssinica betyder "från Abessinien", nuvarande Etiopien.

## Odling
På grund av sin storlek ingen lämplig krukväxt för Sverige. Har stort rotsystem och kräver stora krukor. Den föredrar något sur, väldränerad jord med en årlig torkperiod då den mister sina blad. Föröskas lätt med frön, stam- och rotsticklingar.

## Synonymer
- Chirocalyx abyssinicus (Lam.) Hochst., 1846
- Chirocalyx tomentosus Hochst., 1846
- Corallodendron suberifera (Welw. ex Bak.) Kuntze, 1891
- Erythrina abyssinica subsp. suberifera (Welw. ex Bak.) Verdc., 1970
- Erythrina bequaertii De Wild., 1920
- Erythrina comosa Hua, 1898
- Erythrina eggelingii Baker f., 1938
- Erythrina huillensis Welw. ex Baker, 1871
- Erythrina kassneri Baker f., 1929
- Erythrina mossambicensis Sim, 1909
- Erythrina pelligera Fenzl, 1844
- Erythrina platyphylla Baker f., 1929
- Erythrina suberifera Welw. ex Baker, 1871
- Erythrina tomentosa (Hochst.) R. Br. ex A. Rich., 1847
- Erythrina warneckei Baker f., 1929
- Erythrina webberi Baker f., 1929 p.p.